# GRANRODEO
GRANRODEO（グランロデオ）は、KISHOW（谷山紀章）とe-ZUKA（飯塚昌明）の2人で構成される日本の音楽ユニット。GLEANとHIGHWAY STARに所属している。略称は「ロデオ」、「グラロデ」、「GR」。
ファンクラブ名は「ロデオ組」。男性ファンを「RODEOBOY（RB）」、女性ファンを「RODEOGIRL（RG）」と呼ぶ。歌唱、演奏力ともに高いクオリティーに定評がある。

## 概要

### ユニット結成
2005年、TVアニメ『君が望む永遠』の主人公・鳴海孝之のキャラクターソングを作成する際、CV担当の声優・谷山紀章（KISHOW）が作詞、同アニメ（及びゲーム）の楽曲を多く手掛けていたギタリスト・飯塚昌明（e-ZUKA）が作編曲を担当したことが結成のきっかけ。アージュの斉藤Kとランティスの伊藤善之、そして谷山と3人でカラオケに行った際、熱唱する谷山を見て「歌ってもらおう」と決めたという。
ほぼ全ての作詞をKISHOWが、全ての作編曲をe-ZUKAが手掛ける。2人が好むハードロック、ヘヴィメタル調を主軸としつつ、ポップス、オルタナ、ミクスチャー、メロコア、パンク、ブラスロック、AOR、ファンク、フォークなど、枠にこだわらない様々なタイプの楽曲を発表している。
メンバーはe-ZUKAとKISHOWのみ。ライブはドラムス・長井"VAL"一郎とベース・瀧田イサムをサポートに加えた4ピース体制で行われているが、ドラムスの長井"VAL"一郎に関しては2017年2月19日をもって専属のライブサポートから離れることになった。その理由は明らかにされていない。その後のドラムスサポートはSHiNに変更された。
2009年頃から発売したCDがオリコン（オリコンチャート）ランキングの上位に入るようになり（詳細は『#ディスコグラフィ』を参照）、2012年10月10日発売の5thアルバム『CRACK STAR FLASH』は10月10日付のオリコンデイリーアルバムチャートで初の1位となる。その後2014年9月24日発売の6thアルバム『カルマとラビリンス』では、デイリー2位、ウィークリー3位を記録し、また初動売上枚数は21,944枚と自己最高を記録した。

### 2010年代
2010年5月3日に日本武道館で結成5周年記念ライブを開催。男性声優が歌手として武道館で単独ライブを行ったのはKISHOWが初である。その後も横浜アリーナ、さいたまスーパーアリーナ、大阪城ホール、東京体育館、幕張メッセ展示場1-3ホールといった大会場でライブを開催している（詳細は『#ワンマンライブ・ツアー』を参照）。
2012年7月1日にオフィシャルファンクラブ『ロデオ組』が発足。男性ファンを『RODEOBOY』（ロデオボーイ）、女性ファンを『RODEOGIRL』（ロデオガール）と呼んでいる。
2012年4月から放送が開始されたTVアニメ『黒子のバスケ』では、第3期第2クール帝光編を除くほぼ全てのシーズンで『Can Do』『RIMFIRE』『The Other self』『変幻自在のマジカルスター』『Punky Funky Love』『メモリーズ』と計6曲のOP主題歌を手がけた。2013年10月16日発売の『The Other self』はそれまでの初回限定盤・通常盤2種展開に加え初めてアニメ盤が導入され、以後アニメタイアップに関しては3種展開が基本となった。なお『Can Do』を除きオリコン週間チャートでTOP10入りしている。
2014年11月26日には以前より交流のあったバンド・FLOWと組んだ期間限定ユニット『FLOW×GRANRODEO』としてコラボシングル『7 -seven-』を発売。発売レーベルはFLOWの所属するKi/oon Musicで、GRANRODEOとしては初めてランティス 以外からリリースすることとなった。
2015年11月23日、デビュー10周年を迎えた。なおこの年ライブ・セットリスト情報サービス「LiveFans（ライブファンズ） 」が発表した『2015年 年間ライブ観客動員ランキング』の声優・アニメ部門にて、水樹奈々（205,939人）・μ's（159,026人）に次ぎGRANRODEOが134,217人を動員し3位にランクインした。
2016年7月〜9月に行われるGRANRODEO LIVE TOUR 2016『TREASURE CANDY』の7月22日Zepp DiverCity公演において、初めて映画館でのライブビューイングを開催。国内19会場に加え海外5カ国7会場でも開催された（うち2会場は後日録画を上映）。
2017年2月8日に発売されたアルバム『Pierrot Dancin'』がオリコン週間ランキングで前々作、前作と引き続いての3位を獲得し、アルバム3作品連続でのトップ3位入りとなった。
2017年10月7日、FLOW×GRANRODEOが再始動し、2018年1月よりスタートするTVアニメ『七つの大罪 戒めの復活』のオープニングテーマを担当することを発表された。また、GRANRODEO初の海外公演となる台湾でのライブも発表された。
2019年9月14日に行われた全国ツアー「GRANRODEO LIVE TOUR 2019 "FAB LOVE"」北海道・Zepp Sapporo公演でKISHOWが5曲目演奏中に右足を負傷。後右足アキレス腱断裂と判明。これに伴い、9月中に開催および出演を予定していたライブを中止もしくはキャンセルすることが発表された。なお、負傷した北海道公演自体はアンコールでの曲数を2曲減らしたのみで、長椅子に座った状態で歌いきった。

### 2020年代
2022年11月6日、アメリカのハード・ロックバンドガンズ・アンド・ローゼズの来日公演にゲスト・アクトとして出演。
2024年1月20日、神奈川県民ホールで開催された「Road to G20 かなけんサミット」にて、所属レーベルをこれまでのLantisから新レーベルのGLEANに移籍することを発表した。

## 主な楽曲参加ミュージシャン
- ドラム
  - 長井"VAL"一郎（ライブサポート）、SHiN（ライブサポート）、SOUL TOUL、渡邊豊、村石雅行、真矢、青山英樹、河村"カースケ"智康、佐野康夫、かどしゅんたろう、岩田ガンタ康彦
- ベース
  - 瀧田イサム（ライブサポート）、坂本尭之（ライブサポートのみ[9]）、種子田健、黒須克彦、松田卓己、田辺トシノ
- ピアノ
  - 山田秀俊、柴田俊文
- ストリング
  - 弦一徹ストリングス、大先生室屋ストリングス
- ブラス
  - 佐々木史郎
- コーラス
  - 杉並児童合唱団

## ディスコグラフィ
※「最高位」は、週間オリコンチャートに基づく。

### シングル
| 枚   | 発売日         | タイトル                 | 規格品番     | 規格品番   | 規格品番   | 最高位 |
| 枚   | 発売日         | タイトル                 | 初回限定盤   | 通常盤     | アニメ盤   | 最高位 |
| ---- | -------------- | ------------------------ | ------------ | ---------- | ---------- | ------ |
| 1st  | 2005年11月23日 | Go For It!               |              | LACM-4230  |            | 71位   |
| 2nd  | 2006年7月26日  | Infinite Love            | LACM-4765    | 43位       |            |        |
| 3rd  | 2006年8月23日  | DECADENCE                | LACM-4285    | 83位       |            |        |
| 4th  | 2007年1月24日  | 慟哭ノ雨                 | LACM-4336    | 33位       |            |        |
| 5th  | 2007年5月23日  | HEAVEN                   | LACM-4369    | 36位       |            |        |
| 6th  | 2007年12月26日 | delight song             | LACM-4446    | 34位       |            |        |
| 7th  | 2008年4月23日  | NOT for SALE             | LACM-4482    | 38位       |            |        |
| 8th  | 2008年5月14日  | デタラメな残像           | LACM-4483    | 22位       |            |        |
| 9th  | 2008年12月10日 | Darlin'                  | LACM-4483    | 32位       |            |        |
| 10th | 2009年4月22日  | tRANCE                   | LACM-4605    | 18位       |            |        |
| 11th | 2009年7月29日  | modern strange cowboy    | LASM-4016    | 15位       |            |        |
| 12th | 2009年12月9日  | 恋音                     | LASM-4039    | 20位       |            |        |
| 13th | 2010年4月28日  | We wanna R&R SHOW        | LASM-4054    | 18位       |            |        |
| 14th | 2010年10月27日 | ROSE HIP-BULLET          | LASM-34078/9 | LASM-4078  | 7位        |        |
| 15th | 2011年11月23日 | 愛のWarrior              | LASM-34120/1 | LASM-4120  | 25位       |        |
| 16th | 2012年4月18日  | Can Do                   | LACM-34916/7 | LACM-4916  | 14位       |        |
| 17th | 2012年7月18日  | RIMFIRE                  | LACM-34948/9 | LACM-4948  | 7位        |        |
| 18th | 2012年11月7日  | DARK SHAME               | LACM-34020   | LACM-14020 | 12位       |        |
| 19th | 2013年4月17日  | 偏愛の輪舞曲             | LACM-34066   | LACM-14066 | 7位        |        |
| 20th | 2013年10月16日 | The Other self           | LACM-34140   | LACM-14140 | LACM-14141 | 10位   |
| 21st | 2014年2月12日  | 変幻自在のマジカルスター | LACM-34189   | LACM-14189 | LACM-14190 | 10位   |
| 22nd | 2015年1月28日  | Punky Funky Love         | LACM-34298   | LACM-14298 | LACM-14299 | 8位    |
| 23rd | 2015年6月3日   | メモリーズ               | LACM-34346   | LACM-14346 | LACM-14347 | 6位    |
| 24th | 2016年4月13日  | TRASH CANDY              | LACM-34465   | LACM-14465 | LACM-14466 | 9位    |
| 25th | 2016年11月23日 | 少年の果て               | LACM-34555   | LACM-14555 |            | 16位   |
| 26th | 2017年3月22日  | Glorious days            | LACM-34585   | LACM-14585 | LACM-14584 | 10位   |
| 27th | 2017年8月2日   | move on! イバラミチ      | LACM-34625   | LACM-14625 | LACM-14626 | 12位   |
| 28th | 2018年2月21日  | Deadly Drive             | LACM-34729   | LACM-14729 | LACM-14730 | 16位   |
| 29th | 2018年7月11日  | BEASTFUL                 | LACM-34772   | LACM-14772 |            | 18位   |
| 30th | 2019年5月8日   | セツナの愛               | LACM-34867   | LACM-14867 | LACM-14868 | 9位    |
| 31st | 2020年9月9日   | 情熱は覚えている         | LACM-34008   | LACM-24008 |            | 16位   |
| 32nd | 2021年10月13日 | Treasure Pleasure        | LACM-34175   | LACM-24175 | 18位       |        |
| 33rd | 2022年1月12日  | カミモホトケモ           | LACM-34223   | LACM-24223 | LACM-24224 | 10位   |
| 34th | 2023年8月30日  | 鉄の檻                   | LACM-34404   | LACM-24404 | LACM-24405 | 18位   |
| 35th | 2024年9月25日  | GR STORY                 | ERK-3005     | ERK-3006   |            | 16位   |

#### コラボシングル
| 発売日         | タイトル  | 規格品番    | 規格品番  | 規格品番    | 最高位 |
| 発売日         | タイトル  | 初回限定盤  | 通常盤    | アニメ盤    | 最高位 |
| -------------- | --------- | ----------- | --------- | ----------- | ------ |
| 2014年11月26日 | 7 -seven- | KSCL-2513/4 | KSCL-2515 | KSCL-2516   | 10位   |
| 2018年1月24日  | Howling   | KSCL-3013/4 | KSCL-3015 | KSCL-3016/7 | 12位   |

| 発売日        | タイトル     | 規格品番    | 規格品番     | 最高位 |
| 発売日        | タイトル     | GRANRODEO盤 | アニメ10th盤 | 最高位 |
| ------------- | ------------ | ----------- | ------------ | ------ |
| 2023年3月15日 | ゼロステップ | LACM-24351  | LACM-34351   | 25位   |

### 配信
| 配信日       | タイトル         |
| ------------ | ---------------- |
| 2022年1月7日 | 時計回りのトルク |

### アルバム

#### オリジナルアルバム
| 枚  | 発売日         | タイトル             | 規格品番     | 規格品番   | 最高位 |
| 枚  | 発売日         | タイトル             | 初回限定盤   | 通常盤     | 最高位 |
| --- | -------------- | -------------------- | ------------ | ---------- | ------ |
| 1st | 2007年7月25日  | RIDE ON THE EDGE     |              | LACA-5670  | 26位   |
| 2nd | 2008年9月24日  | Instinct             | LACA-5810    | 18位       |        |
| 3rd | 2009年10月28日 | BRUSH the SCAR LEMON | LASA-35024   | LASA-5024  | 14位   |
| 4th | 2011年4月6日   | SUPERNOVA            | LASA-35094/5 | LASA-5094  | 13位   |
| 5th | 2012年10月10日 | CRACK STAR FLASH     | LACA-35240   | LACA-15240 | 3位    |
| 6th | 2014年9月24日  | カルマとラビリンス   | LACA-35430   | LACA-15430 | 3位    |
| 7th | 2017年2月8日   | Pierrot Dancin'      | LACA-35640   | LACA-15640 | 3位    |
| 8th | 2019年5月15日  | FAB LOVE             | LACA-35778   | LACA-15778 | 8位    |
| 9th | 2022年3月23日  | Question             | LACM-35942   | LACM-15942 | 17位   |

#### ベストアルバム
| 発売日        | タイトル                                        | 規格品番    | 最高位 |
| ------------- | ----------------------------------------------- | ----------- | ------ |
| 2012年2月15日 | GRANRODEO B‐side Collection "W"                 | LASA-9023/4 | 25位   |
| 2013年3月6日  | GRANRODEO GREATEST HITS 〜GIFT REGISTRY〜       | LACA-9270/1 | 9位    |
| 2015年9月30日 | GRANRODEO BEST ALBUM DECADE OF GR               | LACA-9414/5 | 5位    |
| 2020年11月4日 | GRANRODEO Singles Collection “RODEO BEAT SHAKE” | LACA-9790/1 | 12位   |
| 2025年2月19日 | 20th BEST ALBUM"DOUBLE DECADES OF GR"           | ERK-3007～9 | 17位   |

#### コンセプトミニアルバム
| 発売日         | タイトル          | 規格品番   | 規格品番   | 最高位 |
| 発売日         | タイトル          | 初回限定盤 | 通常盤     | 最高位 |
| -------------- | ----------------- | ---------- | ---------- | ------ |
| 2018年10月24日 | M・S COWBOYの逆襲 | LACA-35739 | LACA-15739 | 11位   |
| 2021年3月10日  | 僕たちの群像      | LACA-35860 | LACA-15860 | 16位   |

#### ライブアルバム
| 発売日        | タイトル                                  | 規格品番      | 規格品番     | 最高位 |
| 発売日        | タイトル                                  | 初回限定盤    | 通常盤       | 最高位 |
| ------------- | ----------------------------------------- | ------------- | ------------ | ------ |
| 2021年6月30日 | GRANRODEO Live Session "Rodeo note" vol.1 | LACA-35880    | LACA-15880   | 39位   |
| 2023年2月22日 | GRANRODEO Live Session "Rodeo note" vol.2 | LACA-39952〜3 | LACA-9952〜3 | 50位   |

#### トリビュートアルバム
| 発売日                      | タイトル                              | 規格        | 規格品番   | 最高位 |
| --------------------------- | ------------------------------------- | ----------- | ---------- | ------ |
| 2020年5月13日 2020年8月19日 | GRANRODEO Tribute Album "RODEO FREAK" | 配信限定 CD | LACA-15824 | 19位   |

#### ソロアルバム
| 発売日        | メンバー | タイトル          | 規格品番 | 規格品番 | 最高位 |  |
| 発売日        | メンバー | タイトル          | 限定盤   | 通常盤   | 最高位 |  |
| ------------- | -------- | ----------------- | -------- | -------- | ------ |  |
| 2024年4月24日 | e-ZUKA   | LET’S GET STARTED |          | ERK3001  | 35位   |  |
| 2024年7月24日 | KISHOW   | 深夜零時          | ERK3003  | ERK3004  | 14位   |  |

### コンピレーション / サウンドトラックCD
- マブラヴ オルタネイティヴ Collection of Standard Edition Songs "Name"
  - 2006年12月6日発売 / LACA-5575 / Lantis
    - Once&Forever
- 鬼公子炎魔 オリジナルサウンドトラック
  - 2007年4月25日発売 / LACA-5629 / Lantis
    - DECADENCE (SHORT VERSION)
- 鋼鉄神ジーグ オリジナルサウンドトラック
  - 2007年6月27日発売 / LACA-5647 / Lantis
    - HEAVEN (TV version)
- キューティーハニー THE LIVE Vocal Album METAMORPHOSES
  - 2008年3月12日発売 / LACA-5737 / Lantis
    - アウトサイダー
- @Lantis NonStop Dance Remix Vol.1
  - 2008年4月23日発売 / LACA-5767 / Lantis
    - Infinite Love
- ブラスレイター オリジナルサウンドトラック
  - 2008年9月10日発売 / LACA-9123〜LACA-9124 / Lantis
    - デタラメな残像 (TV size)
- Lantis 10th anniversary Best -090927- 〜ランティス祭りベスト 2009年9月27日盤〜
  - 2009年9月9日発売 / LACA-9161〜LACA-9162 / Lantis
    - Once&Forever
- ガンダムトリビュート from Lantis
  - 2009年12月9日発売 / LACA-5985 / Lantis
    - めぐりあい
- NEEDLESS ORIGINAL SOUNDTRACK
  - 2009年12月23日発売 / LASA-5032 / GloryHeaven
    - modern strange cowboy (TV-SIZE)
- 「旋風の用心棒〜胡蝶の記憶〜」オリジナルサウンドトラック
  - 2011年10月19日発売 / PCCR-90049 / WAVEMASTER
    - Black out、カナリヤ、Passion、silent DESIRE 、背徳の鼓動
- 咎狗の血 ENDING THEME COMPLETE COLLECTION
  - 2012年5月9日発売 / LASA-5123 / GloryHeaven
    - GRIND "style GR"
      - TVアニメ『咎狗の血』第12話ED主題歌
- TATSUNOKO PRODUCTION×Lantis TRIBUTE ALBUM
  - 2013年11月20日発売 / LACA-15353 / Lantis
    - ミッドナイト・サブマリン
- Heart of Magic Garden2
  - 2014年8月27日発売 / LACA-15448 / Lantis
    - delight song
- TRIBUTE OF MUCC -縁[en]-
  - 2017年11月22日発売 / MSHN-044〜MSHN-045 / Sony Music Associated Records
    - ニルヴァーナ
- hide TRIBUTE IMPULSE
  - 2018年6月6日発売 / UPCH-2162 / Universal Music
    - TELL ME
- PARADE III 〜RESPECTIVE TRACKS OF BUCK-TICK〜
  - 2020年1月29日発売 / VICL-70243 / ビクターエンタテインメント
    - 天使は誰だ

### DVD / BD
- GRANRODEO First LIVE DVD "RIDE ON THE EDGE"
  - 2007年11月21日発売 / LABM-7018〜LABM-7019 / Lantis
- GRANRODEO First LIVE TOUR "RODEO DELIGHT" LIVE DVD
  - 2008年6月25日発売 / LABM-7024 / Lantis
- GRANRODEO LIVE TOUR 2008-2009 "ROCK INSTINCT" LIVE DVD
  - 2009年5月27日発売 / LASD-7003〜LASD-7004 / GloryHeaven
- GR-VW01 GRANRODEO VISUAL WORKS VOL.01
  - 2009年6月24日発売 / LASD-7005 / GloryHeaven
- LIVE canned GRANRODEO
  - 2010年4月28日発売 / LASD-7008〜LASD-7010 / GloryHeaven
- GRANRODEO LIVE AT BUDOKAN 〜G5 ROCK★SHOW〜 LIVE DVD
  - 2010年8月25日発売 / LASD-7011〜LASD-7012 / GloryHeaven
- GRANRODEO LIVE AT BUDOKAN 〜G5 ROCK★SHOW〜 LIVE Blu-ray
  - 2010年11月23日発売 / LASX-8009〜LASX-8010 / GloryHeaven
- GR-VW02 GRANRODEO VISUAL WORKS VOL.02
  - 2011年9月21日発売 / LASD-7021 / GloryHeaven
- GRANRODEO LIVE 2011 G6 ROCK☆SHOW 〜SUPERNOVA FEVER〜 LIVE DVD
  - 2012年3月21日発売 / LASD-7030〜LASD-7031 / GloryHeaven
- ロデオ倶楽部 DVD
  - 2013年7月20日発売 / LZM-2103〜LZM-2104 / Lantis
- GRANRODEO G8 ROCK☆SHOW LIVE DVD
  - 2013年9月25日発売 / LABM-7131〜LABM-7133 / Lantis
- GRANRODEO G8 ROCK☆SHOW LIVE Blu-ray
  - 2013年9月25日発売 / LABX-8039〜LABX-8041 / Lantis
- GRANRODEO LIVE 2014 G9 ROCK☆SHOW DVD
  - 2014年10月22日発売 / LABM-7156〜LABM-7158 / Lantis
- GRANRODEO LIVE 2014 G9 ROCK☆SHOW BD
  - 2014年10月22日発売 / LABX-8081〜LABX-8083 / Lantis
- ロデオ倶楽部〜season II
  - 2015年7月19日発売 / LZM-2132〜LZM-2133  / Lantis
- GRANRODEO LIVE 2015 G10 ROCK☆SHOW DVD
  - 2016年6月15日発売 / LABM-7187〜LABM7189 / Lantis
- GRANRODEO LIVE 2015 G10 ROCK☆SHOW BD
  - 2016年6月15日発売 / LABX-8142〜LABX8144 / Lantis
- GRANRODEO LIVE 2016 G11 ROCK☆SHOW BD
  - 2017年8月23日発売 / LABX-8208 / Lantis
- GRANRODEO LIVE 2017 G12 ROCK☆SHOW / GRANRODEO LIVE 2017 G7 ROCK☆SHOW BD
  - 2018年7月11日発売 / LABX-8271～2 / Lantis
- GRANRODEO LIVE 2018 G13 ROCK☆SHOW BD
  - 2019年8月21日発売 / LABX-8369 / Lantis
- GRANRODEO LIVE 2022 G15 ROCK☆SHOW BD
  - 2022年9月14日発売 / LABX-8597 / Lantis
- GRANRODEO LIVE 2022 G16 ROCK☆SHOW BD
  - 2022年9月14日発売 / LABX-8596 / Lantis
- GRANRODEO LIVE 2022 SUMMER L△KE“Hot OH～!!河口湖!!” Blu-ray
  - 2023年4月26日発売 / LABX-8665/6 / Lantis

GRANRODEOの「踊ロデオ」
- GRANRODEOの「踊ロデオ」Blu-ray1
  - 2021年5月26日発売 / HPXR-895 / ハピネットピクチャーズ
- GRANRODEOの「踊ロデオ」Blu-ray2
  - 2021年5月26日発売 / HPXR-896 / ハピネットピクチャーズ
- GRANRODEOの「踊ロデオ」Blu-ray COMPLETE BOX
  - 2021年5月26日発売 / HPXR-897 / ハピネットピクチャーズ

ファンクラブ「ロデオ組」限定DVD
- GRANRODEO FC限定LIVE 2012 ロデオ組生誕祭〜ろ組のひと☆ろ！〜
- TEAM RODEO SPECIAL PROGRAM GRANRODEO Acoustics 2013 ロクデナシ!プラグナシ!
- ロデオ組 presents 10th ANNIVERSARY EVENT"GR感謝祭"DVD-BOX

### 参加楽曲
| 発売日   | 商品名                                     | 歌 | 楽曲                                           | 備考                                                 |
| 2017年   | 2017年                                     | 2017年 | 2017年                                         | 2017年                                               |
| -------- | ------------------------------------------ | --- | ---------------------------------------------- | ---------------------------------------------------- |
| 10月25日 | 翼を持つ者 〜Not an angel Just a dreamer〜 | i☆Ris、井上あずみ、Wake Up, Girls!、内田真礼、串田アキラ、GRANRODEO、ささきいさお、下野紘、JAM Project、鈴木このみ、鈴村健一、竹達彩奈、茅原実里、TRUE、豊永利行、中川翔子、羽多野渉、堀江美都子、水木一郎、Minami、三森すずこ、May'n、米倉千尋 | 「翼を持つ者 〜Not an angel Just a dreamer〜」 | 日本動画協会「アニメNEXT_100」プロジェクト公式ソング |

## タイアップ一覧

### TVアニメ
| 楽曲                     | タイアップ                                                                         | 時期   |
| ------------------------ | ---------------------------------------------------------------------------------- | ------ |
| Go For It!               | TVアニメ『IGPX』オープニングテーマ                                                 | 2005年 |
| Infinite Love            | TVアニメ『恋する天使アンジェリーク〜心のめざめる時〜』オープニングテーマ           | 2006年 |
| 慟哭ノ雨                 | TVアニメ『恋する天使アンジェリーク〜かがやきの明日〜』オープニングテーマ           | 2007年 |
| HEAVEN                   | WOWOW系アニメ『鋼鉄神ジーグ』エンディングテーマ                                    | 2007年 |
| デタラメな残像           | TVアニメ『ブラスレイター』第1クールオープニングテーマ（第2話 - 第14話）            | 2008年 |
| tRANCE                   | TVアニメ『黒神 The Animation』第2クールオープニングテーマ（第13話 - 第22話、外伝） | 2009年 |
| modern strange cowboy    | TVアニメ『NEEDLESS』第1クールオープニングテーマ（第1話 - 第13話）                  | 2009年 |
| ROSE HIP-BULLET          | TVアニメ『咎狗の血』オープニングテーマ                                             | 2010年 |
| Can Do                   | TVアニメ『黒子のバスケ』第1期第1クールオープニングテーマ                           | 2012年 |
| RIMFIRE                  | TVアニメ『黒子のバスケ』第1期第2クールオープニングテーマ                           | 2012年 |
| NO PLACE LIKE A STAGE    | TVアニメ『トータル・イクリプス』挿入歌                                             | 2012年 |
| DARK SHAME               | TVアニメ『CØDE:BREAKER』オープニングテーマ                                         | 2012年 |
| 偏愛の輪舞曲             | TVアニメ『カーニヴァル』オープニングテーマ                                         | 2013年 |
| The Other self           | TVアニメ『黒子のバスケ』第2期第1クールオープニングテーマ                           | 2013年 |
| 変幻自在のマジカルスター | TVアニメ『黒子のバスケ』第2期第2クールオープニングテーマ                           | 2014年 |
| Punky Funky Love         | TVアニメ『黒子のバスケ』第3期第1クールオープニングテーマ                           | 2015年 |
| メモリーズ               | TVアニメ『黒子のバスケ』第3期第2クール誠凛VS洛山編オープニングテーマ               | 2015年 |
| TRASH CANDY              | TVアニメ『文豪ストレイドッグス』第1シーズンオープニングテーマ                      | 2016年 |
| 少年の果て               | TVアニメ『機動戦士ガンダム 鉄血のオルフェンズ』第2期第1クールエンディングテーマ    | 2016年 |
| move on! イバラミチ      | TVアニメ『最遊記RELOAD BLAST』オープニングテーマ                                   | 2017年 |
| BEASTFUL                 | TVアニメ『バキ』オープニングテーマ                                                 | 2018年 |
| セツナの愛               | TVアニメ『文豪ストレイドッグス』第3シーズンオープニングテーマ                      | 2019年 |
| 情熱は覚えている         | TVアニメ『バキ』大擂台賽編オープニングテーマ                                       | 2020年 |
| Treasure Pleasure        | TVアニメ『範馬刃牙』オープニングテーマ                                             | 2021年 |
| カミモホトケモ           | TVアニメ『最遊記RELOAD -ZEROIN-』オープニングテーマ                                | 2022年 |
| 鉄の檻                   | TVアニメ『文豪ストレイドッグス』第5シーズンオープニングテーマ                      | 2023年 |

### 劇場アニメ
| 楽曲          | タイアップ                                                | 時期   |
| ------------- | --------------------------------------------------------- | ------ |
| Glorious days | 劇場版『黒子のバスケ LAST GAME』主題歌                    | 2017年 |
| Deadly Drive  | 映画『文豪ストレイドッグス DEAD APPLE』オープニング主題歌 | 2018年 |

### 配信アニメ
| 楽曲     | タイアップ | 時期   |
| -------- | --- | ------ |
| カナリヤ | ショートアニメ『戦勇。（第2期）』配信版オープニングテーマ（TV放送版では、全ての回でOP主題歌がカットされている。） | 2013年 |

### OVA
| 楽曲      | タイアップ                          | 時期   |
| --------- | ----------------------------------- | ------ |
| DECADANCE | OVA『鬼公子炎魔』エンディングテーマ | 2006年 |

### ゲーム
| 楽曲             | タイアップ                                                                 | 時期   |
| ---------------- | -------------------------------------------------------------------------- | ------ |
| Once&Forever     | PCゲーム『マブラヴ オルタネイティヴ』サイドストーリーオープニングテーマ    | 2007年 |
| NOT for SALE     | ニンテンドーDSソフト『DUEL LOVE 恋する乙女は勝利の女神』オープニングテーマ | 2008年 |
| GAMBiT           | ニンテンドーDSソフト『DUEL LOVE 恋する乙女は勝利の女神』エンディングテーマ | 2008年 |
| 欲望∞            | 携帯ゲーム『大和彼氏』オープニングテーマ                                   | 2010年 |
| 愛のWarrior      | PSPゲーム『アンジェリーク 魔恋の六騎士』オープニングテーマ                 | 2011年 |
| 0-GRAVITY        | PS3ゲーム『マブラヴ オルタネイティヴ』アバンオープニングテーマ             | 2012年 |
| baby bad boy     | PS3ゲーム『スーパーロボット大戦OG INFINITE BATTLE』オープニングテーマ      | 2013年 |
| 魔ガツ夜ハ青ナリ | アプリゲーム『學園文豪ストレイドッグス』主題歌                             | 2025年 |

### 実写映画
| 楽曲             | タイアップ                               | 時期   |
| ---------------- | ---------------------------------------- | ------ |
| 時計回りのトルク | 映画『文豪ストレイドッグス BEAST』主題歌 | 2022年 |

### TVドラマ
| 楽曲           | タイアップ                                                        | 時期   |
| -------------- | ----------------------------------------------------------------- | ------ |
| アウトサイダー | テレビ東京系特撮テレビドラマ『キューティーハニー THE LIVE』挿入歌 | 2008年 |

### TV番組
| 楽曲      | タイアップ                                       | 時期   |
| --------- | ------------------------------------------------ | ------ |
| Black out | テレビ東京系『アニソンぷらす』オープニングテーマ | 2008年 |

### パチンコ・パチスロ
| 楽曲          | タイアップ                          | 時期   |
| ------------- | ----------------------------------- | ------ |
| Black out     | パチスロ『旋風の用心棒 胡蝶の記憶』 | 2011年 |
| カナリヤ      | パチスロ『旋風の用心棒 胡蝶の記憶』 | 2011年 |
| Passion       | パチスロ『旋風の用心棒 胡蝶の記憶』 | 2011年 |
| silent DESIRE | パチスロ『旋風の用心棒 胡蝶の記憶』 | 2011年 |
| 背徳の鼓動    | パチスロ『旋風の用心棒 胡蝶の記憶』 | 2011年 |

### タイアップ提供楽曲のセルフカバー
| 楽曲                      | 概要 |
| ------------------------- | --- |
| 未完成のGUILTY “style GR” | TVアニメ「君が望む永遠」主人公の鳴海孝之（CV.谷山紀章）のキャラクターソングとして制作された「未完成のGUILTY」（シングル「君が望む永遠 キャラクターイメージソング Portrait*5 -孝之-」に収録）のリメイク版。GRANRODEO結成前に、谷山紀章が作詞、飯塚昌明が作編曲で制作された。 |
| LAST SMILE “style GR”     | TVアニメ「君が望む永遠」主人公の鳴海孝之（CV.谷山紀章）のキャラクターソングとして制作された「LAST SMILE」（シングル「君が望む永遠 キャラクターイメージソング Portrait*5 -孝之-」に収録）のリメイク版。GRANRODEO結成前に、谷山紀章が作詞、飯塚昌明が作編曲で制作された。     |
| 甘い痛みは幻想の果てに    | ギターのe-ZUKA（飯塚昌明）が作編曲をし、オーブハンター4（高橋広樹、大川透、小野坂昌也、小野大輔）に提供した「SILENT DESTINY」（TVアニメ「ネオ アンジェリーク Abyss-Second Age-」オープニングテーマ）のセルフカバー版。                                                      |
| シャニムニ                | ギターのe-ZUKA（飯塚昌明）が作編曲をし、美郷あきに提供した「Scarlet Bomb!」（TVアニメ「NEEDLESS」第2クールオープニングテーマ）のセルフカバー版。 |

### 「FLOW×GRANRODEO」でのタイアップ
| 楽曲      | タイアップ                                             | 時期   |
| --------- | ------------------------------------------------------ | ------ |
| 7 -seven- | TVアニメ『七つの大罪』第1期第1クールエンディングテーマ | 2014年 |
| Howling   | TVアニメ『七つの大罪』第2期第1クールオープニングテーマ | 2018年 |

### 「GRANRODEO feat.小野賢章」でのタイアップ
| 楽曲         | タイアップ                                           | 時期          |
| ------------ | ---------------------------------------------------- | ------------- |
| ゼロステップ | 『黒子のバスケ』アニメ10周年記念アニバーサリーソング | 2022 - 2023年 |

## 出演

### ラジオ
※はインターネット配信。谷山紀章としての番組は、谷山紀章の項を参照。

#### レギュラーラジオ
- GRANRODEOのケンゼンな本能（ネオロマンス・ライヴ HOT! 10 Count down Radio II Huu!内箱番組：2007年、ランティスウェブラジオ※）
- GRANRODEO 愛すべきSTUPID（2008年 - 2010年、ランティスウェブラジオ※）
- GRANRODEO RADIO ROCK★SHOW（2010年 - 2012年、FM OSAKA・FM FUKUOKA・ランティスウェブラジオ※）
- GRANRODEO ハートに火をつけて（TOKYO FM「RADIO DRAGON」内Doors火曜日箱番組：2010年4月6日 - 6月29日）
- GRANRODEO もっとハートに火をつけて（TOKYO FM「RADIO DRAGON」内Doors火曜日箱番組：2010年10月5日 - 2012年3月27日）
- GRANRODEOのDOKI×2ラジオジャンボリー（文化放送：2012年4月8日 - 2014年3月30日、ABCラジオでも同期間時差ネットで放送）
- GRANRODEO それでもハートに火をつけて（TOKYO FM「RADIO DRAGON」内Doors火曜日箱番組：2012年10月2日 - 12月25日）
- GRANRODEOのもっともハートに火をつけて（TOKYO FM：2014年4月1日 - 2016年3月25日）
- GRANRODEOのまたまたハートに火をつけて（TOKYO FM：2019年4月2日 - 2019年6月25日）
- GRANRODEOのまだまだハートに火をつけて（TOKYO FM：2020年4月7日 - 2022年3月29日）
- GRANRODEOのハートに火をつけて（TOKYO FM(メンバーシップ)：2025年8月11日 - ）

モバイル会員限定ラジオ
- GRANRODEOの人生バラ色ラジオ バララジ

#### 単発ラジオ
- GRANRODEOのオールナイトニッポンR（2016年10月15日、2017年8月5日）

### テレビ番組
※印の番組は生放送での出演を示す
- カンニングのDAI安吉日!（2012年9月9日、2013年2月3日、2014年8月31日 、2015年7月19日・11月15日・12月27日、2016年2月7日・4月11日）
  - 2016年5月より番組オープニング曲（オリジナル）を担当
- ロデオ倶楽部!（BSフジ）
  - 第1期：2013年1月27日 - 4月7日
  - season II：2014年10月19日 - 12月21日
  - season III：2015年10月24日 - 12月26日
  - DVD発売記念スペシャル（2013年7月13日）
  - 2014新春たまアリ直前生放送スペシャル!（2014年1月3日）※
  - カルマとラビリンススペシャル（2014年9月27日）
  - seasonII 総集編スペシャル（2015年3月28日）
  - GR10周年記念SP SeasonIIIも始まるよ!（2015年10月17日）
  - 年忘れ!今年のロデオ今年のうちに（2016年2月27日）
- GRANRODEO LIVE 2012 Can you Do the SUMMER!?（2012年7月13日 BSフジ）
- GRANRODEO LIVE 2013 G8 ROCK☆SHOW（2013年9月14日 BSフジ）
- GRANRODEO LIVE 2013 Y・W・F ／(^o^)＼ヤッホー ワンダホー FUJIYAMA!!（2013年11月20日 フジテレビNEXT）
- イナズマロック フェス（2013年11月23日、2016年11月5日 フジテレビNEXT）
- アニメソング史上最大の祭典〜アニメロサマーライブ〜（NHK BSプレミアム）
  - 2013年11月24日 2013 第2夜（「Can Do」「Go For It!」）
  - 2014年11月30日 2014 Vol.3（「GO!!!」（FLOWとの共演・歌唱））
  - 2014年12月7日 2014 Vol.4（「慟哭ノ雨」「Can Do」）
  - 2015年12月13日 2015 Vol.5（「変幻自在のマジカルスター」（小野賢章との共演歌唱））
  - 2015年12月20日 2015 Vol.6（「Punky Funky Love」「メモリーズ」）
  - 2016年11月13日 2016 Vol.1（「愛をとりもどせ!!」（デーモン閣下との共演歌唱）、「TRASH CANDY」）
  - 2017年11月19日 2017 Vol.1（「7 -seven-」（FLOWとの共演歌唱）、「The Other self」）
- ランティス15周年記念特番 〜アニソン業界で走り続ける人たち〜（2014年1月 TOKYO MXほか）
- GRANRODEO LIVE 2014 G9 ROCK☆SHOW（2014年2月16日 フジテレビNEXT）※
- 氣志團万博2014 〜房総大パニック！超激突!!〜 二日目（2014年11月1日 WOWOWライブ）
- TOKYOアニメパーク 15th Anniversary Live ランティス祭り（2014年11月3日 フジテレビNEXT）
- MUSIC JAPAN（2014年11月23日 NHK総合/「7 -seven-」（FLOWとの共演・歌唱））
- スッキリ!!（2014年11月25日 日本テレビ 「WEニュース」ゲスト/「7 -seven-」（FLOWとの共演・歌唱））※
- 「カンニングのDAI安☆吉日！」10周年記念イベントVERY LUCKY DAY!!（2014年12月27日 BSフジ）
- GRANRODEO LIVE TOUR 2015 カルマとラビリンス atさいたまスーパーアリーナ（2015年4月25日 WOWOWライブ）
- 「カンニングのDAI安☆吉日！」お台場夢大陸2015で生放送！（2015年7月19日 BSフジ）※
- お台場夢大陸めざましライブ（2015年7月27日 フジテレビNEXT）
- GRANRODEO LIVE TOUR 2014 MAGICAL RODEO TOUR（2015年9月28日 MUSIC ON! TV）
- GRANRODEO 10th ANNIVERSARY LIVE 2015 G10 ROCK☆SHOW -RODEO DECADE-（2015年10月25日 フジテレビNEXT）※
- GRANRODEO COUNTDOWN SPECIAL LIVE 2015〜2016（2015年12月31日 フジテレビNEXT）※
- アニソン・ハンター 年またぎ生放送SP（2015年12月31日 BSフジ/「Go For It!」GRANRODEO COUNTDOWN SPECIAL LIVE 2015〜2016からの年越し生中継）※
- GRANRODEO “GR感謝祭”&ANIMAX MUSIX ダイジェスト（2016年4月3日 BSアニマックス）
- GRANRODEO LIVE TOUR 2016 TREASURE CANDY 野音公演（2016年10月21日 フジテレビNEXT）
- GRANRODEO G11 ROCK☆SHOW -TRECAN PARTY-（2016年12月23日 フジテレビNEXT）
- GRANRODEOの踊ロデオ!（TBSチャンネル1）
  - 第1回「e-ZUKAの故郷・新潟十日町を初公開！KISHOWが豪雪で大パニック!?」（前編：2017年2月5日 後編：3月19日 完全版：6月5日）
  - 第2回「KISHOWの故郷・宇部を巡る珍道中！今度は濃霧でハプニング続出」（前編：2017年5月19日 後編：6月17日 完全版：7月10日）
  - 第3回「待望の第3弾は沖縄…なのに曇天!夜の宴で喜劇の女王と初チャンプルー!KISHOW“島唄”熱唱!＆e-ZUKA三線初披露!」（前編：2017年12月30日 後編：2018年1月27日 完全版：2月17日）
- GRANRODEO 5TH ANNIVERSARY LIVE AT BUDOKAN 〜G5 ROCK★SHOW〜（2017年2月5日 TBSチャンネル1）
- 週末ちぐまや家族（2017年4月7日※ テレビ山口）
- J:COM PRESENTS GRANRODEO limited SHOW（2017年4月22日 J:COMプレミアチャンネル）
- お台場みんなの夢大陸めざましライブ2017（2017年8月9日 フジテレビNEXT）
- GRANRODEO LIVE TOUR 2017 Pierrot Dancin'（初回放送※：8月11日 拡大版：9月22日 TBSチャンネル1）
- KENPROCK Festival 2017（2017年9月3日 TBSチャンネル1）
- GRANRODEO LIVE 2017 G12 ROCK☆SHOW 道化達ノ宴 完全生中継（2017年9月23日 フジテレビNEXT）※
- シブヤノオト（2018年2月4日 NHK総合/「Deadly Drive」）
- GRANRODEO LIVE 2017 G7 ROCK☆SHOW 忘れ歌を、届けにきました。（2018年2月18日 TBSチャンネル1）
- GRANRODEO LIVE 2018 KISHOW 宇部凱旋 ロデオぶるとっぴん 〜暑ぅてわやになりそうじゃけえ皆でぶち盛り上がろうや〜 完全生中継！（2018年8月11日 フジテレビTWO）
- STV夏フェスSP！”サニトレ”in岩見沢（2018年10月5日 札幌テレビ）
- GRANRODEO G13 ROCK SHOW（2018年12月9日 フジテレビNEXT）
- アニソン!プレミアム!（2018年12月29日 NHK BSプレミアム・31日 NHK BS4K）

### テレビアニメ
- ぐらP&ろで夫（TOKYO MX 2014年11月4日 - 2015年12月29日）（5分枠の短編アニメ）
- ぐらP&ろで夫II（TOKYO MX 2016年7月1日 - 2016年12月30日）

### インターネット放送
- GRANRODEO TV SHOW!（AbemaTV 2015年5月5日 - 6月30日）

## ゲームとのコラボレーション企画
- アットゲームズ - ガチャ@セルフィでKISHOWとe-ZUKAの衣装等が登場した。